# Region kielecki

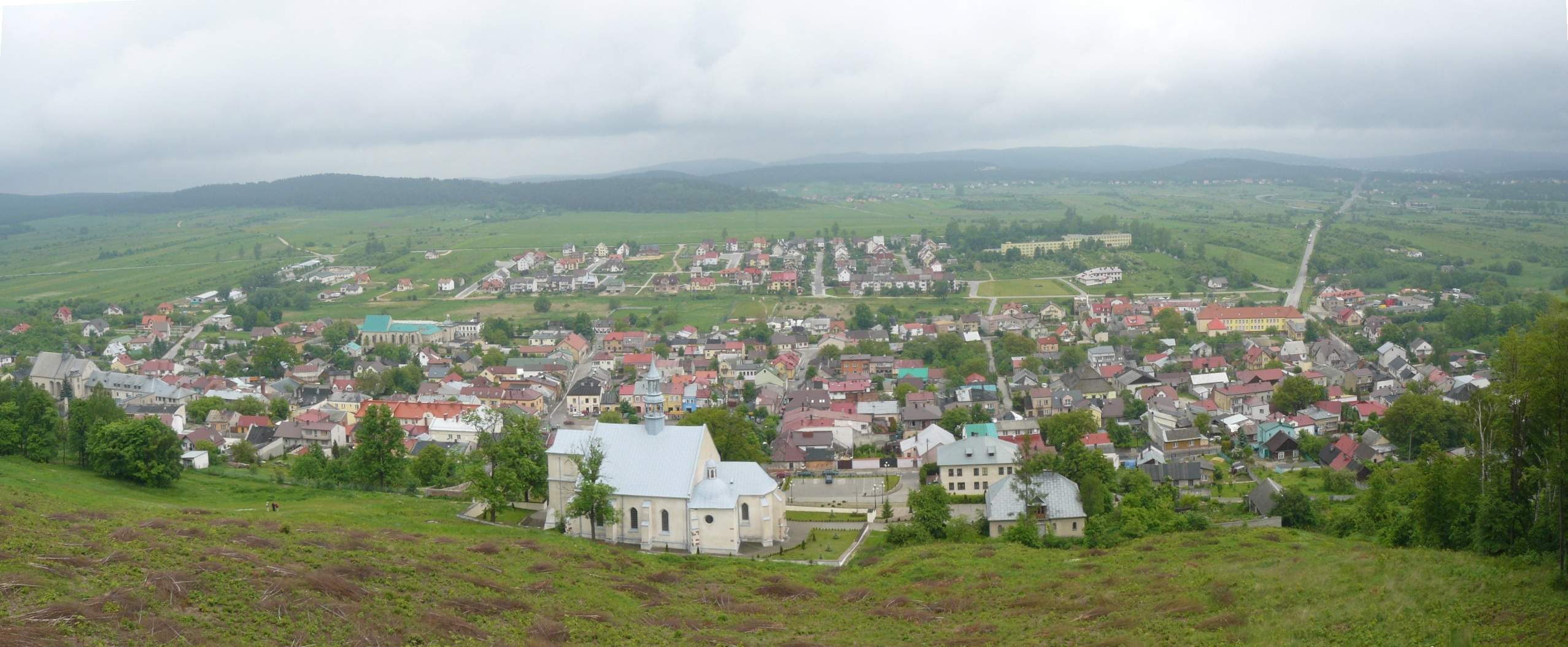
Widok z Góry Zamkowej w Chęcinach ku północy, pokazujący formy geomorfologiczne, obrazujące sekwencję skalną regionu kieleckiego. Na pierwszym planie Dolina Chęcińska (łupki kambryjskie w strefie osiowej antykliny chęcińskiej). Dalej pasma zbudowane z wapieni dewońskich. Na horyzoncie Pasmo Dymińskie (piaskowce kambryjskie antykliny dymińskiej).

Region kielecki – jedna z dwóch podstawowych jednostek podziału geologicznego Gór Świętokrzyskich. Region kielecki czyli południowy przeciwstawia się regionowi łysogórskiemu czyli północnemu. W literaturze anglojęzycznej czasami używa się akronimu SHCM (ang. Southern Holy Cross Mountains).

## Definicja

### Kontekst geologiczny
Góry Świętokrzyskie to obszar odsłonięć skał paleozoicznych, otoczony wychodniami skał mezozoicznych i kenozoicznych. W wąskim znaczeniu termin „Góry Świętokrzyskie” odnosi się wyłącznie do trzonu paleozoicznego przeciwstawionego mezo- i kenozoicznemu obrzeżeniu. Podział na regiony łysogórski i kielecki dotyczy trzonu paleozoicznego.

### Cechy wyróżniające i granice
Jednostki podziału geologicznego Gór Świętokrzyskich można pojmować dwojako:
- jako regiony facjalne, to znaczy jednostki odznaczające się podobnym wykształceniem równowiekowych utworów skalnych;
- jako bloki tektoniczne, to znaczy jednostki oddzielone znacznymi nieciągłościami skorupy ziemskiej.

Wyróżnienie regionów facjalnych opiera się na całości obserwowalnych cech utworów skalnych. Region północny (łysogórski) odznacza się większą ciągłością sedymentacji i bardziej głębokowodnym charakterem utworów skalnych, natomiast południowy (kielecki) – większą liczbą luk sedymentacyjnych i osadami bardziej płytkowodnymi.
Regionom facjalnym odpowiadają jednostki tektoniczne: blok łysogórski na północy i blok małopolski (Masyw Małopolski) na południu. Północną granicą regionu kieleckiego jest dyslokacja świętokrzyska (uskok świętokrzyski, szew świętokrzyski), rozcinająca skorupę ziemską na głębokość około 50 km i przebiegająca w przybliżeniu u południowego podnóża Łysogór w kierunku WNW–ESE. Ku południowi utwory paleozoiczne regionu kieleckiego zapadają pod skały młodsze; południową granicą Masywu Małopolskiego jest strefa uskokowa Kraków–Lubliniec.
W różnych okresach dziejów Ziemi granica między regionami facjalnymi kieleckim i łysogórskim znajdowała się na linii dyslokacji świętokrzyskiej lub na południe od niej (najdalej na południe w famenie).

### Historia badań
Pierwszy podział Gór Świętokrzyskich na regiony facjalne był dziełem Dymitra Sobolewa. Dotyczył on wyłącznie dewonu środkowego i obejmował trzy regiony (ze skrajnie południowym regionem zbrzańskim). Generalizację na cały paleozoik przeprowadził Jan Czarnocki, redukując liczbę regionów do dwóch. W późniejszych latach bardziej popularny stał się model trójdzielny Sobolewa, obecnie powrócono do dwudzielnego modelu Czarnockiego.
W drugiej połowie XX wieku, po rozpowszechnieniu się tektoniki płyt, możliwe stało się podjęcie zagadnienia interpretacji zróżnicowania facjalnego jako wyrazu różnych dziejów odpowiednich obszarów w sensie paleogeograficznym, jednak dotychczas nie uzyskano w całości zadowalającego rozwiązania.

## Paleozoik regionu kieleckiego

### Profil
Sekwencja paleozoiczna regionu kieleckiego rozpoczyna się w dolnym kambrze. Osady te należą do terenewu (od górnego fortunu) i są najstarszymi utworami kambryjskimi, odsłaniającymi się w Polsce na powierzchni. 
Pierwsza luka stratygraficzna obejmuje okres od środkowego kambru do ordowiku. Znane są utwory od wyższej części ordowiku do środkowej części syluru. Druga luka stratygraficzna obejmuje okres od środkowej części syluru do wczesnego dewonu. Znane są utwory od dolnego dewonu do dolnego karbonu. 

### Rekonstrukcja środowisk dewońskich
Możliwe jest przedstawienie szczegółowej rekonstrukcji środowisk dla żywetu i franu (późniejszej części dewonu środkowego i wcześniejszej późnego). Granice poszczególnych stref układają się w dzisiejszym ułożeniu utworów skalnych mniej więcej w kierunku WNW–ESE. Najpłytsze środowiska znajdowały się w środkowej części regionu kieleckiego: była to rafa dymińska (zwana też rafą kadzielniańską). Południowemu skłonowi rafy odpowiadał podregion Kowali, na południe od którego znajdował się głębszy basen chęcińsko-zbrzański. Północnemu skłonowi rafy odpowiadał podregion Wietrzni, na północ od którego znajdowała się głębsza strefa kostomłocka, kończąca region kielecki i stanowiąca już przejście do jeszcze głębszego basenu łysogórskiego. 

### Podział na jednostki tektoniczne niższego rzędu
Region kielecki można podzielić na antyklinę chęcińską, synklinę gałęzicką, antyklinę dymińską, antyklinorium klimontowskie i synklinorium kielecko-łagowskie (odpowiadające padołowi o tej samej nazwie). Zwykle antyklinorium klimontowskie pojmuje się jako jednostkę ograniczoną do wschodniej części regionu kieleckiego, jednak czasami łączy się pierwsze cztery wymienione jednostki, określając je nazwą antyklinorium chęcińsko-klimontowskiego. W obrębie synklinorium kielecko-łagowskiego można wyróżnić liczne mniejsze synkliny i antykliny. 

## Paleogeografia
W dewonie blok małopolski i łysogórski były już na pewno połączone i znajdowały się na południowym szelfie Laurosji. Natomiast to, czy przed dewonem ich ewolucja tektoniczna przebiegała razem czy osobno jest ciągle kwestią sporną. Akrecję (przyłączenie) bloku małopolskiego (Masywu Małopolskiego) do kratonu wschodnioeuropejskiego datuje się na kambr, orogenezę kaledońską lub nawet waryscyjską.